# Secesní dům (Nerudova 2, Plzeň)

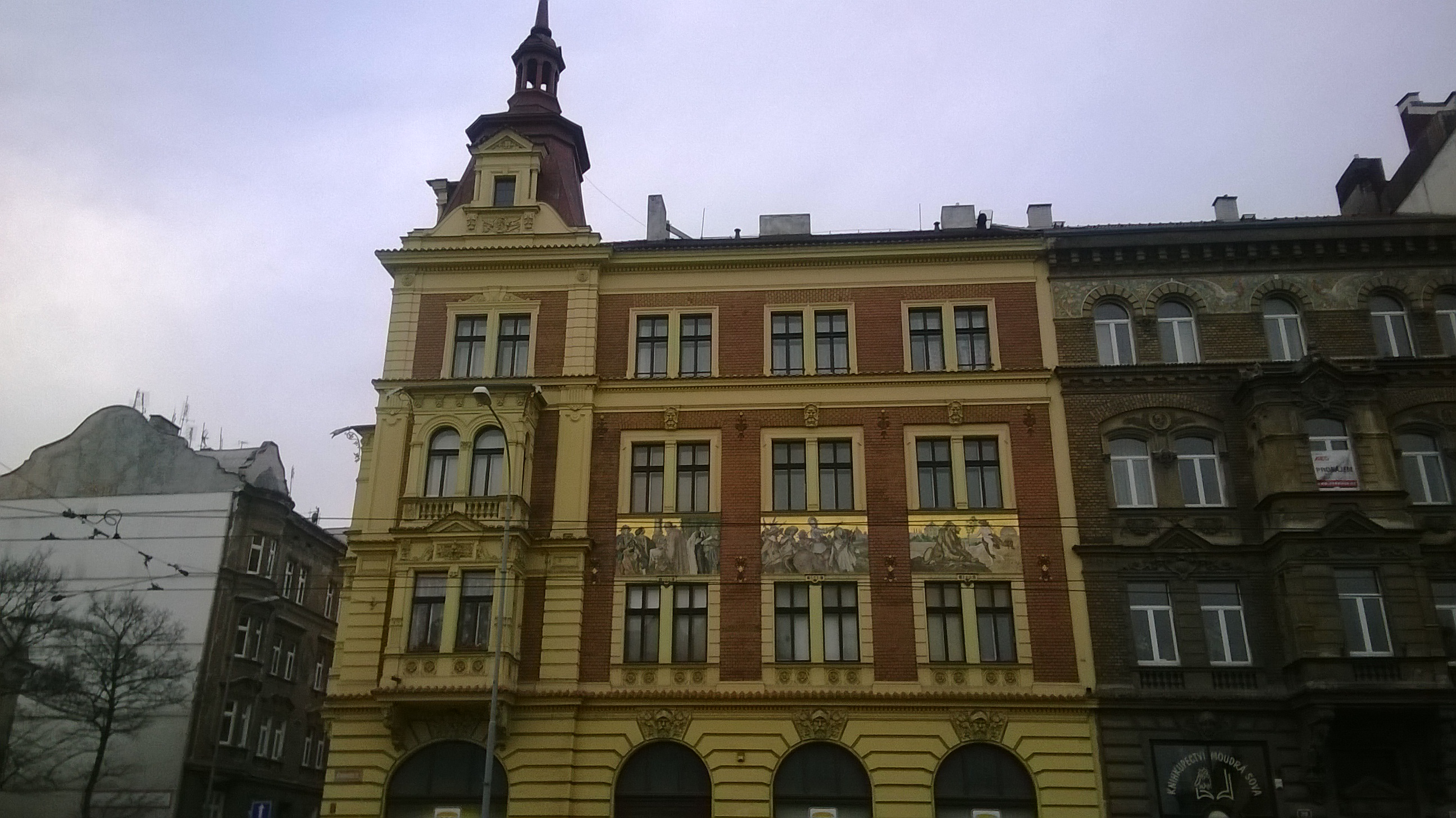
Dům z Klatovské třídy

Secesní dům v Plzni v Nerudově ulici čp. 2 stojí na nároží ulice Nerudovy a Klatovské třídy. Jeho fasádu zdobí sgrafita od Mikoláše Alše, která jsou chráněna jako kulturní památka České republiky.

## Popis a výzdoba domu

### Průčelídomu zKlatovskétřídy aNerudovyulice
- Sgrafita
- Štít věže
- Dvoupatrový arkýř
- Železné ornamenty

### Sgrafita na průčelí z Klatovské třídy
Pod jednotlivými sgrafity je uveden rok, kdy se konala událost, kterou jednotlivé sgrafita zobrazují
- 1599 – František z Ditrichštejna se stává kardinálem
- 1648 – Obléhání Prahy Švédy
- 1895 – Národopisná výstava Československa (za lvem je zobrazen letohrádek Hvězda)